# 鍛冶屋原線
鍛冶屋原線（かじやばらせん）とは、かつて徳島県板野郡板野町の板野駅から同県板野郡上板町の鍛冶屋原駅までを結んでいた、日本国有鉄道（国鉄）の鉄道路線。1972年（昭和47年）1月16日に廃止された。

## 概要
1923年（大正12年）に阿波電気軌道（後に阿波鉄道に改称）の手で池谷 - 阿波大寺（後の板西、現・板野） - 鍛冶屋原間が開業し、1935年（昭和10年）の高徳本線（現・高徳線）全通と同時に、板西 - 鍛冶屋原間が鍛冶屋原線として分離され盲腸線となった。
開業当時は、牽引する蒸気機関車の出力不足が原因で、多客の際に列車が犬伏駅付近の上り坂で頻繁に立ち往生したことから、地元では「急ぎゃ自転車、急がにゃ歩け、なおも急がにゃ汽車に乗れ。」と揶揄されていた。戦争中は不要不急線に指定されて1943年（昭和18年）11月より営業休止となったため、国鉄は代替に国鉄バス（当初は鍛冶屋原線、1946年（昭和21年）に穴吹駅まで延長されて阿波線となる）を運行した。戦後、1947年（昭和22年）に営業を再開したが、徳島バスの路線と競合する関係となった。また、鉄道の再開後も国鉄バス路線は引き続き営業した。自動車が普及する以前から乗車率が低かったため、全国屈指の赤字ローカル線として有名な存在だった。国鉄は1961年（昭和36年）ごろに板野・鍛冶屋原間の国鉄バスの運行を休止し、鉄道に一本化することで効率化を図った。しかし状況は改善されず、列車の本数を1968年（昭和43年）10月1日国鉄ダイヤ改正で3往復削減（改正後は1日13往復）、その後も削減が続いた。
国鉄側は1971年（昭和46年）8月までに鍛冶屋原線を廃線にして、線路敷を道路へ転換するよう沿線市町村に働きかけたが、上板町長が鍛冶屋原線廃止反対期成同盟を結成して抵抗。廃止時期は同年11月へ延期された後にさらに延期が行われ、最終的に1972年（昭和47年）1月に廃止された。赤字83線に指定され、実際に廃止された数少ない路線の一つである。廃線跡の大半は県道鳴門池田線に転用されている。
なお「鍛冶屋」の漢字が難しいため、沿線の商店のチラシなどでは「かじや原線」「カジヤ原線」など、ひらがなやカタカナで表記することも多かった。
元々の計画では穴吹まで敷設する予定であり、阿波電気軌道時代の1919年（大正8年）に鍛冶屋原から市場町までの12.1kmの延伸免許を取得していたが、国有化前の1929年（昭和4年）に失効している。

## 路線データ
- 管轄：阿波電気軌道→阿波鉄道→鉄道省→運輸通信省→運輸省→日本国有鉄道
- 区間（営業キロ）：板野 - 鍛冶屋原 6.9km
- 駅数：5駅（起終点駅含む）
- 複線区間：なし（全線単線）
- 電化区間：なし（全線非電化）

## 運行形態
廃止直前のダイヤでは、全て普通列車で1日7往復運行され、朝夕の一部の列車が徳島駅へ直通していた。その他は板野駅 - 鍛冶屋原駅間の運用であった。また、土曜日は通学生の利便のため、午後に1往復増便されていた。

## 歴史
- 1918年（大正7年）3月2日 - 阿波電気軌道に対し鉄道免許状下付（板野郡堀江村-同郡松島村間）[5]
- 1919年（大正8年）4月19日 - 鉄道免許状下付（板野郡松島村-阿波郡市場町間）[6]
- 1923年（大正12年）2月15日 - 池谷 - 阿波大寺（後の板西） - 鍛冶屋原間(13.4km)が開業[7]。
- 1926年（大正15年）4月30日 - 阿波電気軌道が阿波鉄道に社名変更[8]。
- 1929年（昭和4年）5月20日 - 鉄道免許取消（大正8年4月19日免許板野郡松島村-阿波郡市場町間 指定ノ期限マテニ工事竣功セサルタメ）[9]
- 1933年（昭和8年）7月1日 - 国有化され国鉄阿波線となる[10]。
- 1935年（昭和10年）3月20日 - 高徳本線（現・高徳線）全通に伴い池谷 - 板西（後の板野）間を高徳本線に編入し、板西 - 鍛冶屋原間を鍛冶屋原線として分離。阿波大寺駅が板西駅に改称。池谷 - 鍛冶屋原間気動車運行開始[11]。
- 1943年（昭和18年）11月1日 - 不要不急線としてレール供出のため全線営業休止[12]。自動車運輸営業開始[13]
- 1947年（昭和22年）7月15日 - 営業再開[14]。
- 1956年（昭和31年）4月10日 - 板西駅が板野駅に改称。
- 1972年（昭和47年）1月16日 - 全線廃止。

## 駅一覧
事業者名・路線名等は廃止時点のもの。全駅徳島県に所在。
| 駅名       | 営業キロ | 営業キロ | 接続路線               | 所在地       |
| 駅名       | 駅間     | 累計     | 接続路線               | 所在地       |
| ---------- | -------- | -------- | ---------------------- | ------------ |
| 板野駅     | -        | 0.0      | 日本国有鉄道：高徳本線 | 板野郡板野町 |
| 犬伏駅     | 1.3      | 1.3      |                        | 板野郡板野町 |
| 羅漢駅     | 2.0      | 3.3      |                        | 板野郡板野町 |
| 神宅駅     | 1.7      | 5.0      |                        | 板野郡上板町 |
| 鍛冶屋原駅 | 1.9      | 6.9      |                        | 板野郡上板町 |

## 廃止後の代替交通
前述の通り、廃止以前より徳島バスが並行して運行されており、そのまま代替交通となった。国鉄自身も廃止後に代替として国鉄バス阿波線の同区間の運行を再開したものの、1973年（昭和48年）当時の運行本数は1日3往復であった。国鉄の民営化後もJR四国バスに引き継がれたが、1996年（平成8年）に廃止となった。現在も徳島バスがほぼ同じルートの路線を運行しているが、あすたむらんど徳島を経由する便もある。